# Diel (auteur)
Pour les articles homonymes, voir Diel.
Diel, né Jean-Jacques Dieltiëns, né le 27 février 1954 à Schaerbeek (province de Brabant), est un auteur de bande dessinée et illustrateur belge.

## Biographie
Jean-Jacques Dieltiëns naît le 27 février 1954, à Schaerbeek. Il est originaire de Bruxelles. Il est issu d’une longue lignée d’architectes. Il commence à dessiner de la bande dessinée à l’âge de quinze ans. Il suit des humanités artistiques à l’institut Saint-Luc de Bruxelles. Puis, il étudie l’architecture à l’institut Victor Horta de l’Académie royale des beaux-arts de Bruxelles d’où il sort diplômé. Il exerce la profession d’architecte pendant trois ans. Il illustre l’ouvrage Éclairage naturel en architecture écrit par A. Cools et publié par l’Académie royale des beaux-arts de Bruxelles dans les années 1980.
Ensuite, il est directeur créatif dans une agence de publicité tout en publiant parallèlement diverses illustrations et bandes dessinées tant en Belgique qu’à l’étranger. Il trouve son style, simple et tout en rondeur, quand il réalise un catalogue publicitaire pour un chauffagiste. Il est inspiré du dessinateur argentin Guillermo Mordillo.
Il vit à Mons depuis 1983 et il illustre le folklore montois sous différentes formes. C’est son travail régional qui lui permet de s’établir. Depuis 1994, il parvient à vivre de la bande dessinée et de l’illustration. Ses dessins trouvent place dans des journaux à l’étranger et sa série Léontine Dubuisson s’exporte. Ainsi, en 2001, la série Léontine est publiée aux éditions Demgé productions. Pour cette série, il assume seul le dessin, le scénario et la mise en couleur. Le premier tome intitulé Gaffe, v'la Léontine est suivi du deuxième tome Léontine fait le ménage en 2003. Il sort un nouvel opus Léontine et la police à compte d'auteur en 2010 dans lequel la vieille dame en fait voir de toutes les couleurs à de malheureux agents.
Il a recours à l’auto-édition pour sa série jeunesse V’la le Doudou qui compte cinq titres publiés de 1999 à 2008.
Des gags de Barnabé le sculpteur sont publiés dans la collection « Philabédé » par le CBBD dans l'ouvrage Le Sculpteur ne manque pas d'adresse dont il réalise également la couverture en 2003. 17 planches de cette série ainsi que 52 autres planches de l'auteur sont conservées au Centre belge de la bande dessinée et font partie du patrimoine mobilier de la région Bruxelles-Capitale.
C’est le libraire-éditeur montois Ligne claire qui publie depuis 2015 sa trilogie La Légende du dragon qui met en scène le dragon de Wasmes, Gilles de Chin, La Pucelette et le Dragon que combat saint Georges lors du Doudou. Pour le troisième tome Dragon des Champs, il a recours à la plateforme de financement participatif Ulule en 2021. Dans cet opus, saint Georges invite sa copine La Pucelette de Wasmes pour des vacances à la campagne montoise, sur le site des minières néolithiques de silex de Spiennes. Cette dernière a besoin d'acheter un assistant de navigation GPS, prétexte à dessiner le musée Silex's.
Pour, le centre hospitalier universitaire Ambroise Paré Mons, il réalise l’ouvrage Le Diel du jour : le dragon confiné à l'hôpital en 2022.
En 2024, il est le parrain de l’association des personnes à mobilité réduite de Mons, pour laquelle il réalise une bande dessinée humoristique avec le personnage de Léontine décrivant les situations que vivent les PMR, et dont le bénéfice de la vente sera reversé à cet organisme,,.

## Publications

### Albums de bande dessinée

#### Léontine Dubuisson
- 1. Gaffe, v'la Léontine, Demgé productions, Illzach, septembre 2001
Scénario, dessin et couleurs : Diel -  (ISBN 2-914400-05-5)
- 2. Léontine fait le ménage, Demgé productions, Illzach, mars 2003
Scénario, dessin et couleurs : Diel -  (ISBN 2-914400-10-1)

#### La Légende du dragon
- 1. La Légende du dragon, Ligne claire, Mons, février 2015
Scénario, dessin et couleurs : Diel -  (ISBN 978-2-9601546-0-3)
- 2. Le Dragon de l'étang, Ligne claire, Mons, 2016
Scénario, dessin et couleurs : Diel -  (ISBN 978-2-9601546-3-4)
- 3. Dragons des champs[4],[12], Ligne claire, Mons, 2020
Scénario, dessin et couleurs : Diel -  (ISBN 978-2-9601546-4-1)

#### Le Sculpteur
- Le Sculpteur ne manque pas d'adresse, Centre belge de la bande dessinée, coll. « Philabédé », Bruxelles, juillet 2003
Scénario et dessin : Diel, Christian Godard - Couleurs : quadrichromie -  (ISBN 978-2-9301-9645-9),Couverture de Diel. Album édité par le CBBD et La Poste belge à l'occasion de l'émission de timbres sur les statues populaires de Belgique. Il contient des gags de Barnabé le sculpteur (Diel) et une histoire courte de Martin Milan, Le Chemin de Nulle part (Godard). Revêtu des cinq timbres. Format A5.

### Illustrations
- Le Diel du jour : le dragon confiné à l'hôpital Hôpital Ambroise Paré (Mons), 2022  (ISBN 978-2-8083-1920-1)

#### Livres
: document utilisé comme source pour la rédaction de cet article.
- Jacques Fiérain, « Diel », dans La BD dans la province du Hainaut, Charleroi, Éd. l'Âge d'or, septembre 2006, 96 p., ill. ; 31 cm (ISBN 9782960046458 et 2960046455, OCLC 469651838, présentation en ligne), p. 18. .
- Philippe Mellot, Michel Denni, Laurent Turpin et Isabelle Morzadec, Trésors de la bande dessinée : BDM 2025-2026 - Catalogue encyclopédique et Argus, Paris, Les Arènes, novembre 2024, 24e éd., 1839 p., ill. ; 23 cm (ISBN 979-10-37512-61-1, OCLC 1478218824, présentation en ligne), p. 292, 818, 827.

#### Articles
- Sophie Potie, « Un gentil dragon, griffé par Diel », La DH Les Sports+,‎ 17 mai 2005 (lire en ligne, consulté le 4 mai 2024).
- Valéry Saintghislain, « Mons - Un troisième album de BD pour le dessinateur Diel : Le dragon se fait la bulle », Le Soir,‎ 31 mai 2006 (lire en ligne , consulté le 5 mai 2024).

### Émissions de télévision
- Mons - Diel présente sa nouvelle BD : La Légende du Dragon, émission du 1er mai 2015, sur Télé MB, (4 min 20 s).
- C'est pas si compliqué, reportage de Charlotte Joly, émission du 3 mai 2024, sur Télé MB, (3 min 17 s).